# Планківська чорна діра
Планківська чорна діра[джерело?], мікро чорна діра (також чорна діра квантової механіки чи міні чорна діра) — гіпотетична мала чорна діра, для якої ефекти квантової механіки відіграють важливу роль. Концепція, що можуть існувати чорні діри, менші зоряної маси, була запропонована 1971 Стівеном Гокінгом.
Припускається, що такі квантові первинні чорні діри утворились у середовищі високої щільності раннього Всесвіту (або Великого вибуху), або можливо під час наступних фазових переходів. Астрофізики могли б їх спостерігати за частинками, які вони б випромінювали.
За деякими гіпотезами, що передбачають додаткові виміри простору, мікро чорні діри можуть утворюватись при досить низьких енергіях у діапазоні десятка тераелектронвольт (TeV), які вже доступні у прискорювачах частинок, таких як Великий адронний колайдер. Різні ненаукові джерела лякають сценаріями кінця світу при створенні чорної діри на колайдерах; але такі квантові чорні діри негайно випаруються. Крім теоретичних доводів на користь цього, є також реальність того, що космічні промені, які регулярно пробивають Землю, не створюють катастроф, хоча їх енергії центру мас досягають сотень TeV.

## Мінімальна маса чорної діри
У теорії чорні діри можуть мати масу рівну або вищу Планківській масі (близько 22 мікрограм). Для утворення чорної діри маса або енергія повинні сконцентруватись у регіоні, друга космічна швидкість з якого перевищує швидкість світла. Ця умова дає радіус Шварцшильда, {\displaystyle R=2GM/c^{2}}, де G — гравітаційна константа, c — швидкість світла, і M — маса чорної діри. З іншого боку, Комптонівська довжина хвилі, {\displaystyle \lambda =h/Mc}, де h — стала Планка, дає обмеження на мінімальний розмір регіону, в якому можна локалізувати масу M у стані спокою. Для достатньо малої M, зменшена (стиснута) Комптонівська довжина хвилі ({\displaystyle \lambda \;=\;\hbar /Mc}, де ħ — зменшена (стиснута) стала Планка, перевищує половину радіуса Шварцшильда, і не існує опису чорної діри. Ця найменша маса чорної діри є приблизно Планківською масою.
Деякі напрямки сучасної фізики припускають додаткові просторові виміри. У просторі-часі вищих вимірів, сила гравітації зростає швидше зі зменшенням відстані, ніж у трьох вимірах. За певних особливих конфігурацій додаткових вимірів, цей ефект може знизити шкалу Планка до розмірі TeV. Приклади таких розширень включають великі додаткові виміри, особливі випадки моделі Рандалл-Сундрума та такі конфігурації теорії струн як рішення GKP. У цих сценаріях, утворення чорних дір може бути важливим та спостережуваним ефектом у великому адронному колайдері, та поширеним природним феноменом, спричиненим високоенергетичними космічними променями.
Все це виходить з того, що Загальна теорія відносності залишається чинною на цих маленьких відстанях. Якщо це не так, тоді інші, зараз невідомі, ефекти обмежать мінімальний розмір чорної діри. Елементарні частинки мають квантово-механічний, «вбудований» кутовий момент (спін). Правильний закон збереження для повного (орбітального плюс спін) кутового моменту речовини у викривленому просторі-часі вимагає, щоб простір-час мав кручення. Найпростішою та найбільш природною теорією гравітації з крученням є теорія Ейнштейна-Картана. Кручення модифікує рівняння Дірака у присутності гравітаційного поля та створює просторове розтягнення частинок-ферміонів.
Просторове розтягнення ферміонів обмежує мінімальну масу чорної діри до порядка 1016 кг; у такому разі міні чорні діри не можуть існувати. Енергія, потрібна для створення такої чорної діри у 39 разів вища, за енергії, доступні на Великому адронному колайдері, тому він не може бути здатний їх створити. Але якщо вони будуть там створені, тоді це доведе, що Загальна теорія відносності не правильна/не існує на таких малих відстанях; правила загальної відносності порушуються, у відповідності до теорій про те, як речовина, простір та час розпадаються довкола горизонту подій чорної діри. Це зробить неправильними і просторові продовження лімітів ферміонів. Ліміти ферміонів припускають, що для підтримання чорної діри потрібна мінімальна маса; і навпаки, мінімальна маса потрібна для створення чорної діри, що в принципі модна досягнути у Великому адронному колайдері.

## Стабільність мікро чорних дір

### Випромінювання Гокінга
Стівен Гокінг 1974 року доводив, що внаслідок квантових ефектів чорні діри «випаровуються» процесом, який отримав назву випромінювання Гокінга, в якому елементарні частинки (фотони, електрони, кварки, глюони тощо) випромінюються з чорної діри.. За його розрахунками, чим менший розмір чорної діри, тим швидше випаровування, і в результаті відбувається сплеск часточок, коли мікро чорна діра раптово вибухає.
За розрахунками, первинна чорна діра достатньо низької маси випарується до майже планківської маси за час існування Всесвіту. У цьому процесі ці малі чорні діри випромінюють речовину, а саме пари віртуальних частинок виникають з вакууму поблизу горизонту подій, і одну частинку з пари чорна діра захоплює, а друга покидає околиці чорної діри. В результаті чорна діра втрачає масу (внаслідок збереження енергії). За формулами термодинаміки чорних дір, чим більше маси втрачає чорна діра, тим гарячішою вона стає і швидше випаровується, доки не наближається планківської маси. У цей момент чорна діра матиме температуру Гокінга TP/8π(5.6×1032 K); при цьому випромінена частинка Гокінга матиме енергію порівнювану з масою чорної діри. Тому термодинамічний опис розпадається. Така міні чорна діра також матиме ентропію лише 4π натів, приблизно мінімальну можливу масу. У цей момент об'єкт більше не може бути описаний як класична чорна діра, і розрахунки Гокінга також розпадаються.
Хоча існування випромінювання Гокінга деколи піддають сумніву, Леонард Сасскінд підсумовує погляд експертів у своїй книзі: «Час від часу з'являється фізична праця, яка стверджує, що чорні дії не випаровуються. Такі праці швидко зникають у нескінченний смітник ідей на задвірках науки».

### Припущення про остаточний стан
Припущення про остаточну долю чорної діри включають повне випарування та створення залишку чорної діри розміру планківської маси. Такі чорні діри Планківської маси можуть бути фактично стабільними об'єктами, якщо квантифіковані відстані між їх дозволеними рівнями енергії заборонять випромінення ними частинок Гокінга або поглинання енергії гравітаційно, як класична чорна діра. У такому випадку вони стануть слабко взаємодіючими масивними частинками; це могло б пояснити темну матерію.

## Первинні чорні діри

### Утворення у ранньому Всесвіті
Створення чорної діри вимагає концентрації маси або енергії всередині відповідного їм радіусу Шварцшильда. За теоріями первинних чорних дір, невдовзі після Великого вибуху, Всесвіт був достатньо щільним, щоб кожна ділянка простору могла потрапити у власний радіус Шварцшильда. Всесвіт не зміг весь зколапсувати у сингулярність завдяки рівномірному розподілу мас та швидкісному розширенню; однак, це не повністю виключає ймовірність локального утворення чорних дір різних розмірів. Первинні чорні діри є найбільш поширеною гіпотезою щодо можливого створення мікро чорних дір. Комп'ютерні симуляції показують, що ймовірність утворення первинних чорних дір зворотно пропорційна до їх маси, тому найбільш ймовірним є утворення саме мікро чорних дір.[джерело?]

### Очікувані спостережувані ефекти
За теорією, первинна чорна діра з початковою масою бл. 1012 кг має завершувати випаровування у поточний час; менш масивні первинні чорні діри мали б уже випаровуватись. При певній вдачі, гамма-телескоп «Фермі» супутника GLAST, запущеного у 2008 році, може зафіксувати експериментальний доказ випаровування розташованих неподалік чорних дір при спостереженні спалахів гамма-променів. Малоймовірно, що можливо помітити зіткнення мікро чорної діри та об'єкту розміру зорі чи планети; малий радіус та велика щільність чорної діри дозволить їй непомітно пройти через будь-який об'єкт, що складається з нормальних атомів, з взаємодією лише з декількома його атомами. Але припускається, що проходження такої малої чорної діри (достатньої маси) через Землю створить акустичний або сейсмічний сигнал, який можливо зафіксувати наявними інструментами.

## Штучні мікро чорні діри

### Імовірність створення
При звичайній тривимірній гравітації, мінімальна енергія мікроскопічної чорної діри становить 1019 GeV, яку потрібно сконденсувати у регіон порядка довжини Планка. Це перебуває далеко за межами будь-якої сучасної технології. Вважається, що для зіткнення двох частинок на відстані довжини Планка з досяжною на сьогодні силою магнітного поля потребуватиме кільцевого прискорювача діаметром бл. 1000 св.р., щоб частинки лишались на треку. Стівен Гокінг у главі 6 своєї книги «Коротка історія часу» також зазначив, що фізик Джон Арчибальд Вілер колись порахував, що дуже потужна воднева бомба, яка використає весь дейтерій з всієї води на Землі також може створити таку чорну діру, але Гокінг не навів цього розрахунку або посилання на нього.
Однак у деяких сценаріях, які передбачають існування додаткових вимірів простору, Планківська маса може перебувати у діапазоні TeV. Великий адронний колайдер має проектну енергію 14 TeV для протон–протонний зіткнень і 1150 TeV для Pb–Pb зіткнень. Тому у праці 2001 року припускалось, що за таких сценаріїв, створення чорних дір може бути важливим та спостережуваним ефектом на Великому адронному колайдері або на майбутніх високоенергетичних колайдерах. Такі квантові чорні діри мали б розпадатися з випроміненням розсипу частинок, які могли б фіксувати детектори на цих колайдерах. Праця Чоптуйка та Преторіуса, надрукована у березні 2010 року у «Physical Review Letters», запропонувала комп'ютерні розрахунки, які показували, що мікро чорні діри повинні формуватися від зіткнення двох частинок з достатньою енергією, які можуть бути доступними на Великому адронному колайдері, якщо існують додаткові виміри, крім звичних чотирьох (трьох просторових та одного часового).

### Доводи на користь безпеки
Розрахунки Гокінга та більш загальні доводи квантової механіки передбачають, що мікро чорні діри випаровуються майже миттєво.
Додаткові аргументи на користь безпеки, крім заснованих на випромінюванні Гокінга, були наведені у науковій праці, яка показала, что якщо гіпотетично припустити можливість штучного створення стабільних чорних дір, здатних зашкодити Землі, такі чорні діри могли б вже бути створені космічними променями, які регулярно бомбардують Землю і не тільки, і вже б призвели до руйнування відомих астрономічних об'єктів, таких як Земля, Сонце, нейтронні зорі чи білі карлики.

### Як джерело енергії
Якщо буде відкрита можливість створення штучних мікро чорних дір, вони можуть стати значним джерелом енергії шляхом поглинання та перетворення їх випромінення Гокінга, наприклад шляхом випарування чорної діри малої маси як спалах гамма-променів негайно після створення або, у середовищі з нульовою гравітацією, чорна діра більшої маси може випромінювати декілька років до того як стане нестабільною і потребуватиме заміни (дивись двигун-чорна діра).

## Чорні діри у теоріях квантової гравітації
За деякими теоріями квантової гравітації можливо розрахувати квантові коригування до звичайних, класичних чорних дір. На відміну від звичайних чорних дір, які є рішеннями рівнянь гравітаційного поля загальної теорії відносності, чорні діри квантової гравітації включають ефекти квантової гравітації поблизу походження, де класично відбувається сингулярність кривизни. За теорією до моделі ефектів квантової гравітації, існують різні види чорних дір квантової гравітації, а саме, закільцьовані квантові чорні діри, некоммутативні чорні дірки, асимптотично безпечні чорні діри. У цих підходах чорні діри не мають сингулярності.
Віртуальні мікро чорні діри були запропоновані Стівеном Гокінгом 1995 року та Фабіо Скардільї 1999 року як частина теорії великого об'єднання, які можуть кандидатом у квантову гравітацію.